# Башігед (Оклахома)
Башігед (англ. Bushyhead) — переписна місцевість (CDP) в США, в окрузі Роджерс штату Оклахома. Населення — 1292 особи (2020).

## Географія
Башігед розташований за координатами 36°27′42″ пн. ш. 95°30′20″ зх. д. / 36.46167° пн. ш. 95.50556° зх. д. (36.461624, -95.505471).  За даними Бюро перепису населення США в 2010 році переписна місцевість мала площу 38,79 км², з яких 38,73 км² — суходіл та 0,06 км² — водойми.

## Демографія
Згідно з переписом 2010 року, у переписній місцевості мешкало 1314 осіб у 484 домогосподарствах у складі 350 родин. Густота населення становила 34 особи/км².  Було 568 помешкань (15/км²).
Расовий склад населення:
| - 69,9 % — білих - 18,0 % — корінних американців - 0,5 % — чорних або афроамериканців - 0,4 % — азіатів - 0,1 % — вихідців з тихоокеанських островів - 1,0 % — осіб інших рас |

До двох чи більше рас належало 10,1 %. Частка іспаномовних становила 4,4 % від усіх жителів.
За віковим діапазоном населення розподілялося таким чином: 24,2 % — особи молодші 18 років, 62,0 % — особи у віці 18—64 років, 13,8 % — особи у віці 65 років та старші. Медіана віку мешканця становила 40,3 року. На 100 осіб жіночої статі у переписній місцевості припадало 105,6 чоловіків;  на 100 жінок у віці від 18 років та старших — 100,8 чоловіків також старших 18 років.
Середній дохід на одне домашнє господарство  становив 52 385 доларів США (медіана — 47 656), а середній дохід на одну сім'ю — 60 149 доларів (медіана — 57 500). Медіана доходів становила 42 386 доларів для чоловіків та 26 333 долари для жінок. За межею бідності перебувало 20,8 % осіб, у тому числі 23,1 % дітей у віці до 18 років та 23,3 % осіб у віці 65 років та старших.
Цивільне працевлаштоване населення становило 625 осіб. Основні галузі зайнятості: освіта, охорона здоров'я та соціальна допомога — 28,3 %, виробництво — 18,4 %, транспорт — 11,0 %, будівництво — 11,0 %.